# Biseulsan
Biseulsan (비슬산) là một ngọn núi thuộc Gyeongsangbuk-do, phía đông Hàn Quốc. Núi có độ cao 1.084 mét.